# Petton
Petton – wieś w Anglii, w hrabstwie Shropshire. Leży 16 km na północ od miasta Shrewsbury i 237 km na północny zachód od Londynu.